# Ministère de l'Intérieur et des Collectivités locales
Cet article concerne un ministère algérien. Pour son équivalent haïtien, voir Ministère de l'Intérieur et des Collectivités territoriales.
Pour les articles homonymes, voir Ministère de l'Intérieur.
Le ministère de l'Intérieur, des Collectivités locales et de l'Aménagement du territoire, est le département ministériel du gouvernement algérien chargé traditionnellement de la sécurité intérieure, de l'administration du territoire et des libertés publiques.

## Historique
Durant la guerre d'indépendance, le ministère de l'intérieur du gouvernement provisoire a été dirigé par Lakhdar Bentobal depuis Tunis, il n'avait pas de corps sous ses ordres mais s'occuperait des relations entre les wilayas. À l'indépendance c'est Ahmed Medeghri qui hérite du portefeuille durant 11 ans jusqu'à son décès, excepté durant six mois où Ben Bella assumera lui-même la fonction.
Medeghri a eu à mettre en place les services de police avec la création de la DGSN, remettre en marche les services préfectoraux mais aussi le premier découpage territorial de 1974. Les transmissions étaient gérés directement par son cabinet avant qu'une direction ne soit rattachée à la présidence sous Ben Bella. Enfin la protection civile (pompiers) sera érigée en direction nationale en 1976.
De 1994 à 1999, les attributions de environnement lui étaient attachées.

## Missions et attributions
Les missions et attributions du ministère de l'Intérieur et des Collectivités locales sont définies par le décret exécutif no 94-247 du 10 août 1994 et les textes subséquents, et sont exercées dans les domaines suivants:
- L'ordre et la sécurité publics, les libertés publiques (l'état et la circulation des personnes et des biens, la vie associative, les élections, les manifestations et réunions publiques), les opérations d'intérêt national et notamment celles revêtant un caractère d'urgence, les activités réglementées, les activités décentralisées et le contrôle des actes locaux, le développement local, l'organisation territoriale, les finances locales, la coopération inter collectivités locales, la protection civile, les transmissions nationales.

## Organisation
- Ministre de l'Intérieur : Kamel Beldjoud
  - Secrétaire général :
  - Cabinet
  - Inspection générale

L'organisation du ministère depuis le 12 mars 2014 est la suivante.
- Direction générale de la sûreté nationale (DGSN)
- Direction générale de la protection civile (DGPC)
- Direction générale des transmissions nationales (DGTN)
- Direction générale des Libertés publiques et des Affaires juridiques (DGLPAJ)
- Direction générale des collectivités locales (DGCL)
- Direction générale des ressources humaines, de la formation et des statuts (DGRHFS)
- Direction générale de la modernisation de la documentation et des archives (DGMDA)
- Direction générale des finances et des moyens (DGFM)
- Direction de la coopération
- Direction de la coordination de la sécurité du territoire